# Londonderry, New South Wales
Londonderry este o suburbie în Sydney, Australia. Este la 60 de kilometri nord-vest de cartierul central de afaceri din Sydney, în zona guvernului local al orașului Penrith și face parte din regiunea Vest din Sydney.

## Istoric
Londonderry ia numele de la acordarea de 1831 de 30 de acri (120.000 m2) lui Thomas Kendall.
Poșta sa a fost deschisă la 1 februarie 1935.

## Populație
Conform recensământului populației din 2016, în Londraderry au fost 3 906 de persoane.
- Locuitorii Aboriginali și Torres Strait Islander au reprezentat 4,5% din populație.
- 78,2% dintre persoane s-au născut în Australia. Următoarea țară cea mai comună de naștere a fost Malta la 2,6%. %.
- 82,9% dintre persoane vorbeau numai acasă în limba engleză. Alte limbi vorbite la domiciliu includea limba malteză la 3,8%.
- Cele mai frecvente răspunsuri pentru religie au fost catolica 38,2%, anglican 21,0% și nici religie 17,3%.

## Geografie
Londonderry este situat în cea mai nordică parte a orașului Penrith, cu Driftway formând granița cu zona orașului Hawkesbury City Council. Drumul de Nord împarte Londraderry din Parcul Berkshire, în timp ce Cranebrook și Agnes Banks sunt limitele sale pe partea sudică și cea de vest. Londonderry este o zonă rurală și o mare parte din ea încă coroane de teren. Din cauza apropierii sale de Richmond și a distanței de la Penrith, suburbia a avut întotdeauna legături mai puternice cu Richmond decât cu Penrith.

## Zonă comercială
Satul Londonderry din centrul suburbiei este un punct de legătură comunitar vital pentru locuitorii din zonă. Printre facilități se numără magazine, stații de benzină, un oficiu poștal, o sală comunitară, școala publică Londonderry și stația de pompieri rurale Londonderry.